# 中国应用法学研究所
中国应用法学研究所，位于北京市东城区东交民巷27号，是中华人民共和国最高人民法院直属事业单位。

## 简介
1991年2月21日，经中央批准、最高人民法院党组决定，正式成立中国应用法学研究所。1997年7月，最高人民法院党组决定，中国应用法学研究所与国家法官学院合署办公，国家法官学院院长郑成良兼任中国应用法学研究所所长。1999年4月至2004年11月，副所长曹三明任中国应用法学研究所法定代表人，主持中国应用法学研究所工作。2004年，重建独立的中国应用法学研究所。2010年，最高人民法院党组决定，成立最高人民法院理论研究工作领导小组，统筹全国法院理论研究工作，最高人民法院理论研究工作领导小组办公室的工作由中国应用法学研究所承担，为“一个机构两块牌子”。中国应用法学研究所下设宪法行政法室、刑事法室、民商法室、科研管理处。
中国应用法学研究所开展应用法学研究，促进法制建设。具体研究范围包括法学基础理论、诉讼法、刑法、民商法、行政法、国际法、比较法、台港澳法律、法院制度改革，此外还培养博士后研究人员，并出版《中国应用法学》。

## 历任所长
1. 廖伯雅（1991年—？）[1]
2. 潘克靖（？—1997年7月）[1]
3. 郑成良（1997年7月—2004年）[1]
4. 胡云腾（2004年—2009年8月）[1]
5. 罗东川（2009年8月—2012年3月）[1]
6. 孙佑海（2012年3月—2015年）
7. 蒋惠岭（2015年—2018年）[3]
8. 姜启波（2018年—）